# Castalius phasma
Castalius phasma är en fjärilsart som beskrevs av Talbot 1935. Castalius phasma ingår i släktet Castalius och familjen juvelvingar. Inga underarter finns listade i Catalogue of Life.